# Dancé (Orne)
Dancé is een plaats en voormalige gemeente in het Franse departement Orne (regio Normandië) en telt 402 inwoners (1999). De plaats maakte deel uit van het arrondissement Mortagne-au-Perche.

## Geschiedenis
Dancé maakte deel uit van het kanton Nocé tot dit op 22 maart 2025 werd opgeheven en de gemeenten werd opgenomen in het kanton Bretoncelles. Op 1 januari 2016 fuseerde de gemeente met Colonard-Corubert, Nocé, Préaux-du-Perche, Saint-Aubin-des-Grois en Saint-Jean-de-la-Forêt tot de gemeente Perche en Nocé.

## Geografie
De oppervlakte van Dancé bedraagt 14,8 km², de bevolkingsdichtheid is 27,2 inwoners per km².
De onderstaande kaart toont de ligging van Dancé (Orne) met de belangrijkste infrastructuur en aangrenzende gemeenten.

## Demografie
Onderstaande figuur toont het verloop van het inwonertal (bron: INSEE-tellingen).
Colonard-le-Buisson · Corubert · Courthioust · Dancé · Nocé ·, Préaux-du-Perche · Saint-Aubin-des-Grois · Saint-Jean-de-la-Forêt · Saint-Hilaire-des-Noyers